# Східноканадські перехідні ліси
Східноканадські перехідні ліси (ідентифікатор WWF: NA0406) — неарктичний екорегіон помірних широколистяних та мішаних лісів, розташований на сході Канади та в штаті Нью-Йорк на північному сході США.

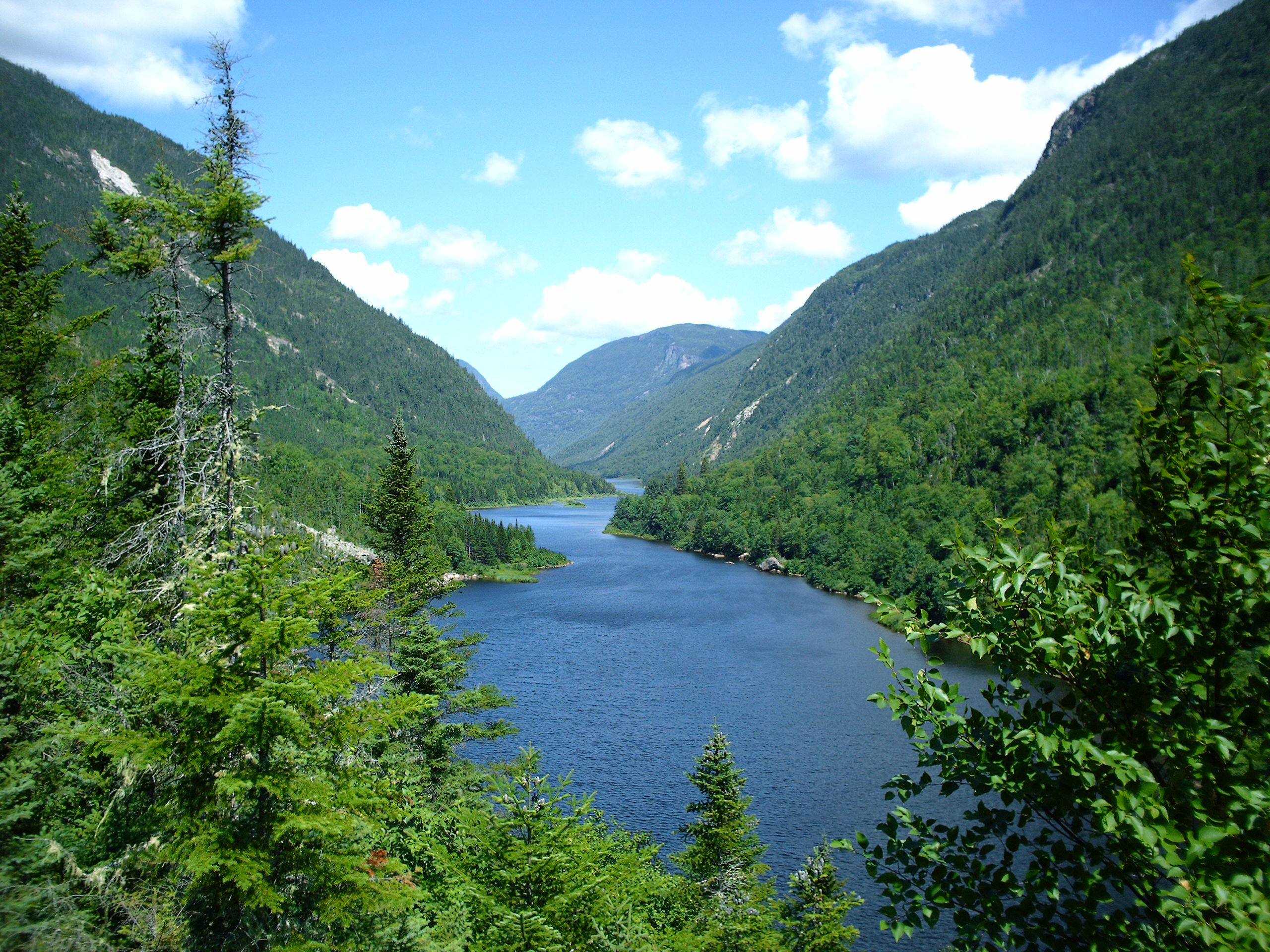
Долина річки Мальбе (річка) (Квебек, Канада)

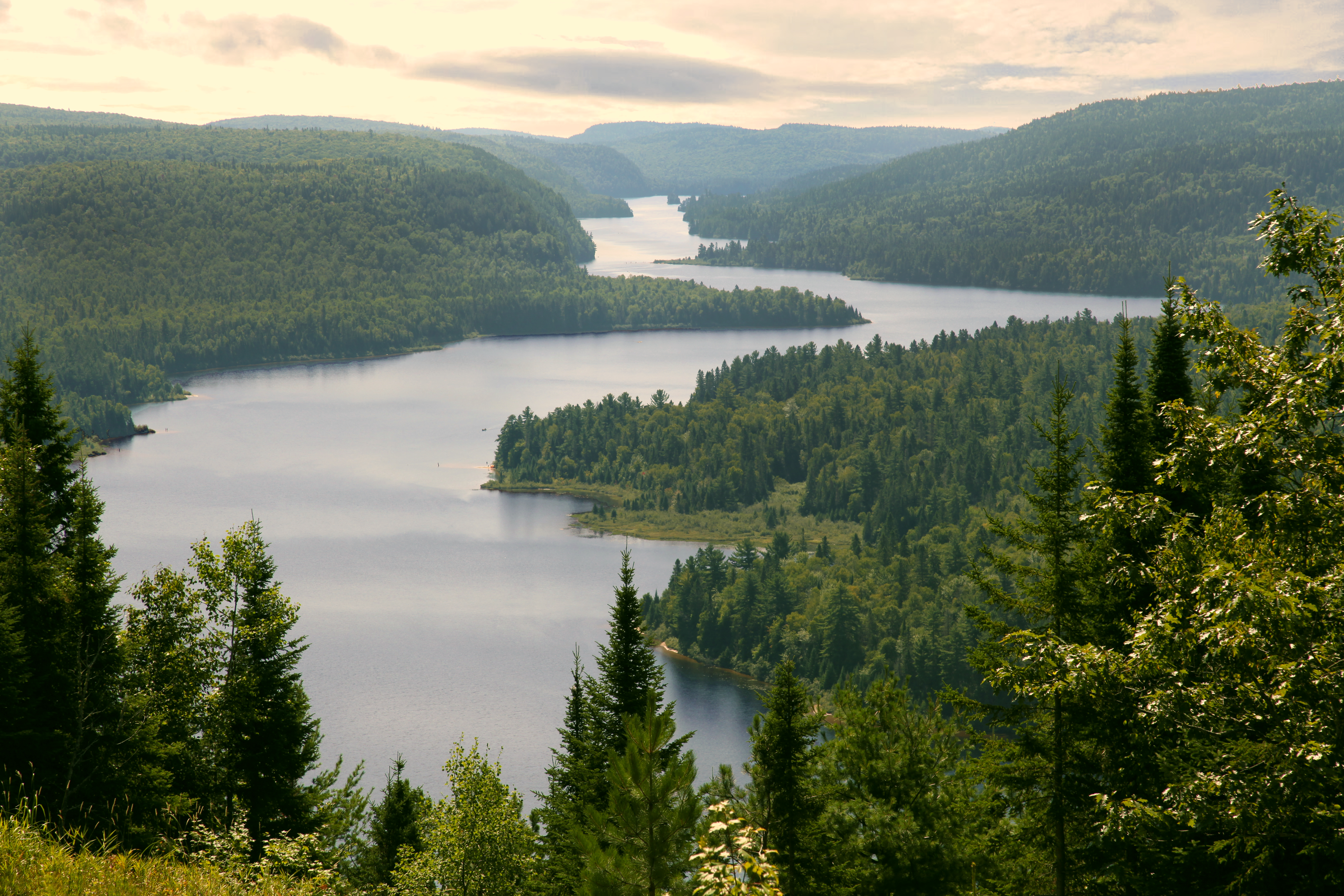
Ліси у Національному парку Ла-Морісі (Квебек, Канада)

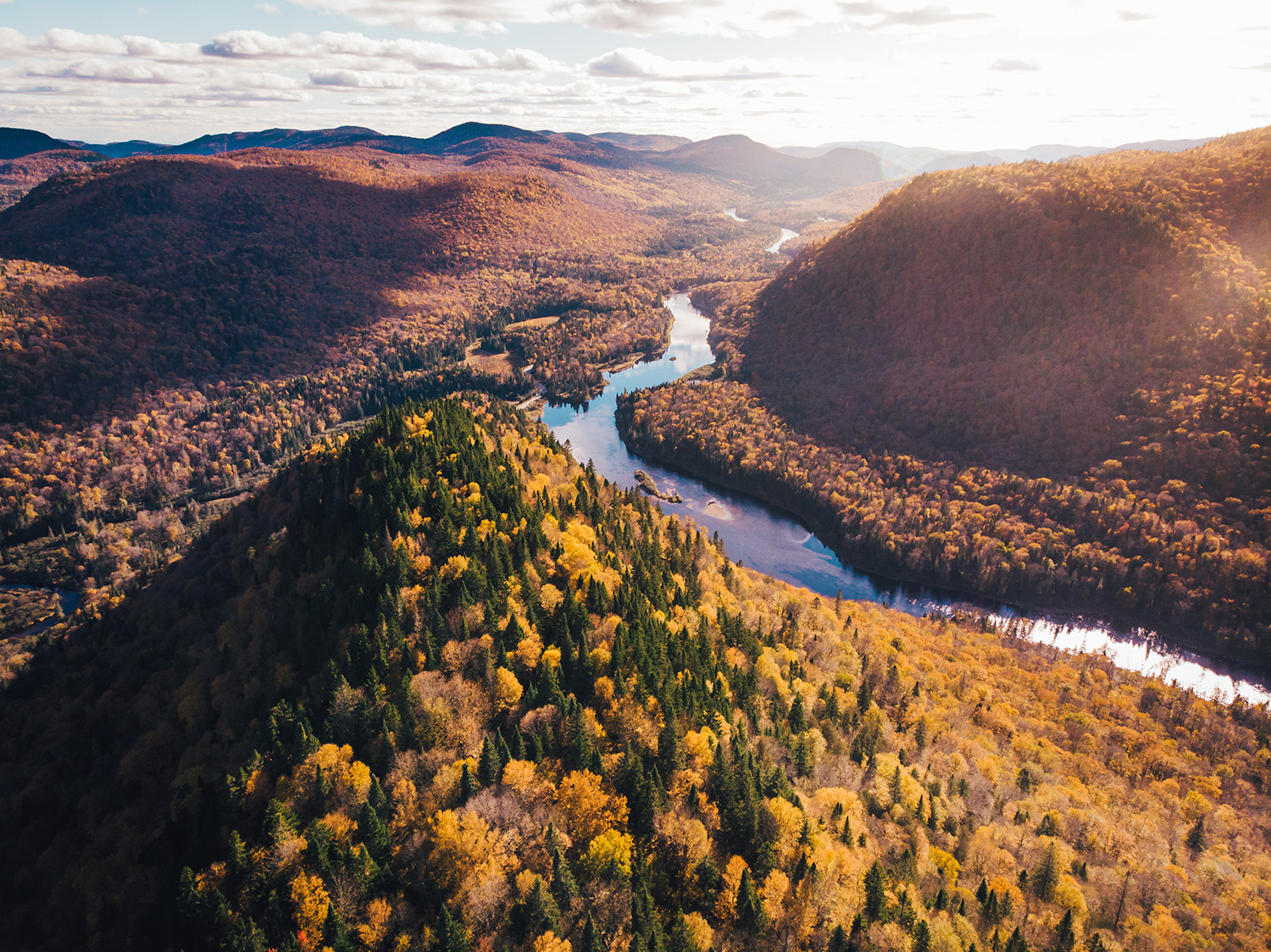
Мішані ліси у Національному парку Національний парк Жак-Картьє, Квебек, Канада)

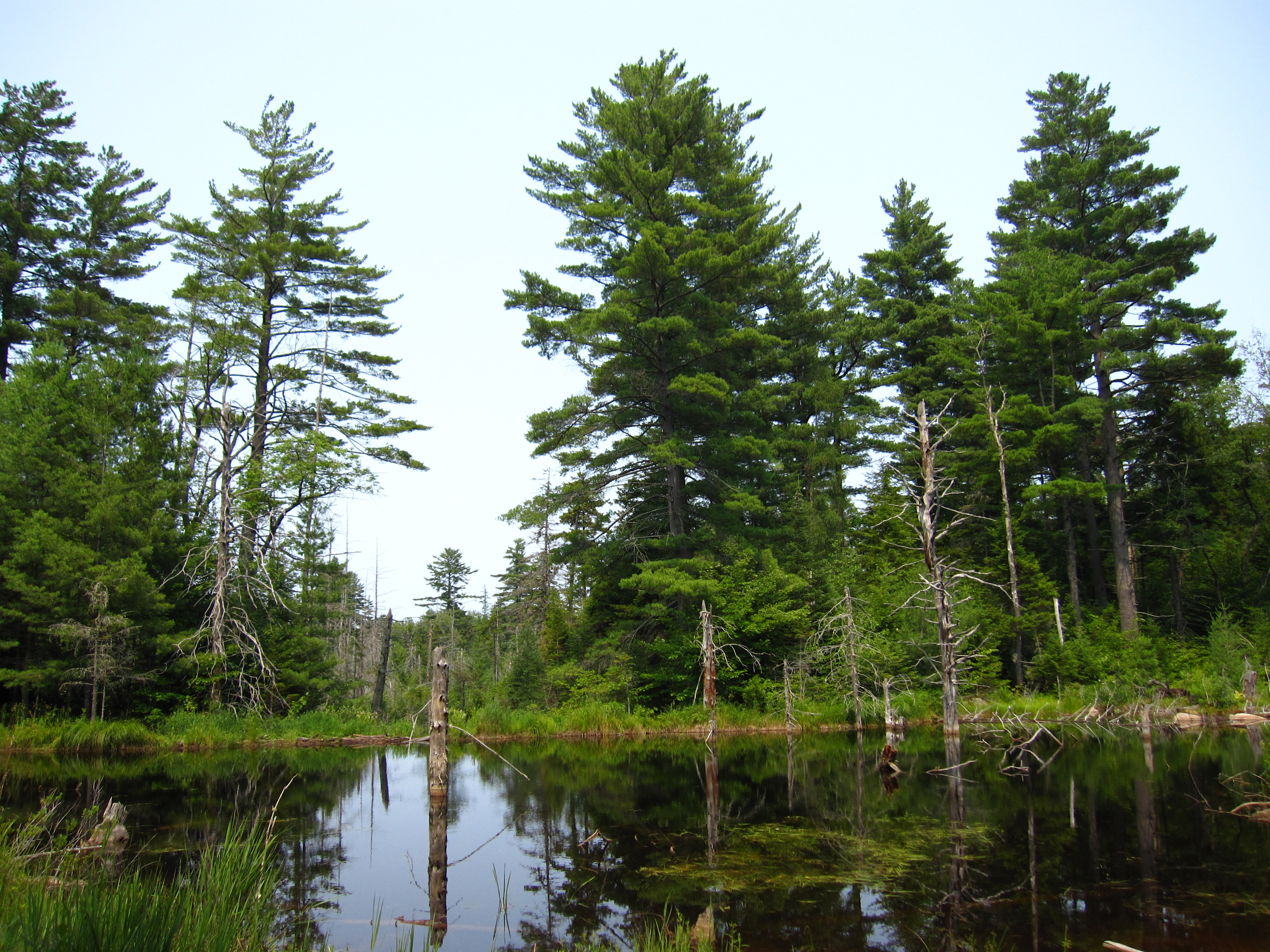
Сосни Веймута на болоті в горах Адірондак (Нью-Йорк, США)

## Географія
Екорегіон східноканадських перехідних лісів розташований переважно на території Східної Канади, північніше Великих Озер та північно-західніше річки Святого Лаврентія. Він охоплює південні та південно-східні райони Онтаріо, зокрема північно-східне узбережжя озера Верхнє і північне узбережжя озера Гурон, та південні райони Квебеку на схід до річки Сагеней. Крім того, екорегіон включає гірський масив Адірондак та височину Таг-Гілл, які розташовані на півночі штату Нью-Йорк у Сполучених Штатах Америки.
Рельєф екорегіону представлений височинами та горами. На півдні Квебеку розташовані Лаврентійські гори, одні з найдавніших гір на Землі, які є найвищою частиною Лаврентійської височини. На північний схід від міста Квебек розташована гора Рауль-Бланшар, найвища вершина Лаврентійських гір заввишки 1166 м. Найвищою вершиною всього екорегіону є гора Марсі висотою 1629 м, розташована в масиві Адірондак. З геологічної точки зору основу Лаврентійських гір складають докембрійські граніти, гнейси та інші метаморфічні та магматичні породи Канадського щита, а гір Адірондак — протерозойські метаморфічні породи.
Під час останнього льодовикового періода територію екорегіону вкривав Лаврентійський льодовиковий щит, який залишив по собі численні льодовикові форми рельєфу та озера, такі як Ніпіссінґ, Мускока, Темагамі та Тіміскамінг. Гори та височини регіону порізані численними річками, що стікають на південь, до Великих озер та до річки Святого Лаврентія. Наразі в регіоні продовжується післяльодовиковий відскок (підйом поверхні суші після відступу важких льодовикових щитів), який сприяє динамічному характеру молодих вододілів. Його швидкість становить близько метра за століття, і за прогнозами, він триватиме ще протягом тисяч років.
На північ від екорегіону поширені ліси центральних районів Канадського щита, на північний схід — східноканадські бореальні ліси, на південний схід, в долині річки Святого Лаврентія та на навколишніх низовинах, — низинні ліси сходу Великих озер, а на південний захід, за річкою Сент-Меріс, яка сполучає озера Верхнє та Гурон, — ліси заходу Великих озер.

## Клімат
На більшій частині екорегіону переважає вологий континентальний клімат (Dfb за класифікацією кліматів Кеппена), який характеризується теплим літом та холодною сніжною зимою. Середньорічна температура тут коливається від 1,5 °C до 3,5 °C, збільшуючись з півночі на південь. Середня літня температура становить 15 °C, а середня зимова температура коливається від -8,5 °C до -11 °C. Середньорічна кількість опадів коливається від 800 до 1000 мм. На узбережжі Верхнього озера та затоки Джорджіан-Бей, а також на північному сході екорегіону, між містом Квебек та річкою Сагеней, середньорічна кількість опадів перевищує 1000 мм, значна частина з яких випадає у вигляді сильних снігопадів.

## Флора
Основними рослинними угрупованнями екорегіону є мішані ліси, які мають перехідний характер між бореальними лісами, поширеними у більш холодних районах на півночі, та широколистяними лісами, поширеними південніше. Їх структура та видовий склад значно відрізняються залежно від клімату, ґрунтів та висоти над рівнем моря. На півночі екорегіону та в районі озера Тіміскамінг в лісах домінують хвойні дерева, тоді як у більш теплих і краще дренованих районах переважають широколистяні види.
У заплавах, які сезонно затоплюються водою, зокрема навколо бобрових ставків, зустрічаються заболочені хвойні ліси, які можуть бути більш чи менш густими. В цих лісах переважають чорні ялини (Picea mariana) та американські модрини (Larix laricina), а землю вкривають килими сфагнового моху (Sphagnum spp). Там, де ґрунти не залишаються насиченими водою цілий рік, ростуть західні туї (Thuja occidentalis). По краях боліт ростуть білі вільхи (Alnus incana subsp. rugosa), а на більш сухих підвищеннях — сосни Веймута (Pinus strobus).
На рівнинах, невисоких хребтах та пагорбах біля водойм поширені хвойні ліси, основу яких складають бальзамисті ялиці (Abies balsamea) та червоні ялини (Picea rubens). Також в цих лісах зустрічаються сосни Веймута (Pinus strobus), червоні сосни (Pinus resinosa) та паперові берези (Betula papyrifera). Кам'яниста земля під деревами вкрита рідкісною рослинністю. У ранньосукцесійних лісах зазвичай переважають паперові берези (Betula papyrifera) та американські осики (Populus tremuloides). Пожежі є важливою частиною режиму природних порушень, особливо на півночі регіону, де пожежі іноді можуть охоплювати понад 1000 км².
У перехідній зоні між низинними хвойними лісами та північними широколистяними лісами поширені мішані ліси. Ґрунти тут менш кам'янисті, ніж у хвойних лісах, і здатні підтримувати більше рослинності. Основу мішаних лісів складають червоні ялини (Picea rubens), бальзамисті ялиці (Abies balsamea), канадські тсуґи (Tsuga canadensis), червоні клени (Acer rubrum) та жовті берези (Betula alleghaniensis). В підліску ростуть кущі вільхолистої калини (Viburnum lantanoides) і жимолості (Lonicera spp.) та пенсильванські клени (Acer pensylvanicum), а в трав'яному ярусі — гірські квасениці (Oxalis montana), північні клінтонії (Clintonia borealis), канадський дерен (Cornus canadensis), папороті та мохи.
На найбільш родючих ґрунтах регіону ростуть північні широколистяні ліси, в яких переважають — цукрові клени (Acer saccharum), великолисті буки (Fagus grandifolia) та жовті берези (Betula alleghaniensis). У вторинних лісах зустрічаються червоні ялини (Picea rubens), сосни Веймута (Pinus strobus), американські ясени (Fraxinus americana), канадські тсуґи (Tsuga canadensis), пізні черемхи (Prunus serotina) та червоні клени (Acer rubrum). В підліску листяних лісів поширені кущі вільхолистої калини (Viburnum lantanoides), а в трав'яному ярусі — папороті, плауни та різноманітні трави, що квітнуть навесні.
На гірських схилах екорегіону поширені мішані ліси, основу яких складають червоні ялини (Picea rubens), канадські тсуґи (Tsuga canadensis), цукрові клени (Acer saccharum), жовті берези (Betula alleghaniensis) та великолисті буки (Fagus grandifolia). Подекуди в цих лісах зустрічаються сосни Веймута (Pinus strobus), тоді як червоні клени (Acer rubrum), характерні для низинних мішаних лісів, в горах відсутні.
На більших висотах поширені гірські хвойні ліси, основу яких складають бальзамисті ялиці (Abies balsamea), які починають все частіше зустрічатися зі збільшенням висоти, а також червоні ялини (Picea rubens) та деякі широколистяні дерева — паперові берези (Betula papyrifera), жовті берези (Betula alleghaniensis) та американські горобини (Sorbus americana). Біля верхньої межі лісу бальзамисті ялиці (Abies balsamea) та чорні ялини (Picea mariana) утворюють криволісся. Серед трав'янистих рослин, що зустрічаються в гірських хвойних лісах, слід відзначити гірську квасеницю (Oxalis montana), північну клінтонію (Clintonia borealis), канадський дерен (Cornus canadensis) та остистий щитник (Dryopteris carthusiana). Скелі вкриті мохами та лишайниками.
На найвищих гірських вершинах екорегіону поширені альпійські луки. Тут знайшли притулок деякі види арктичних рослин, що залишилися після відступу льодовиків наприкінці Вісконсинського зледеніння, зокрема дерниста пухівочка (Trichophorum cespitosum), лохина (Vaccinium uliginosum), лапландський рододендрон (Rhododendron lapponicum), ведмежоягідна верба (Salix uva-ursi), гренландський мокричник (Geocarpon groenlandicum) та альпійська чаполоч (Hierochloë alpina).

## Фауна
В межах екорегіону зустрічається 58 видів ссавців та понад 200 видів птахів. Серед поширених в регіоні ссавців слід відзначити східного лося (Alces alces americana), білохвостого оленя (Odocoileus virginianus), барибала (Ursus americanus), койота (Canis latrans), звичайну лисицю (Vulpes vulpes), канадську рись (Lynx canadensis), руду рись (Lynx rufus), американську куницю (Martes americana), ільку (Pekania pennanti), американського зайця (Lepus americanus), червону вивірку (Tamiasciurus hudsonicus), канадського голкошерста (Erethizon dorsatum), звичайного ракуна (Procyon lotor), лісового бабака (Marmota monax) та східного бурундука (Tamias striatus). На берегах річок та озер поширені канадські бобри (Castor canadensis), канадські видри (Lontra canadensis), річкові візони (Neogale vison) та болотяні ондатри (Ondatra zibethicus). 
Територія екорегіону лежить на південній межі поширення вовків (Canis lupus lycaon) у Східній Канаді. Останнім часом тут почастішали спостереження північноамериканських пум (Puma concolor couguar), популяція яких поступово відновлюється, тоді як лісові карибу (Rangifer tarandus caribou), східні вапіті (Cervus canadensis canadensis) та звичайні росомахи (Gulo gulo) вимерли в регіоні.
Серед поширених в екорегіоні птахів слід відзначити канадську дикушу (Canachites canadensis), американського орябка (Bonasa umbellus), американського крижня (Anas rubripes), каролінку (Aix sponsa), жовтоокого креха (Lophodytes cucullatus), північну зенаїду (Zenaida macroura), північну жовну (Dryocopus pileatus), королівського тирана (Tyrannus tyrannus), північного жовтогорлика (Geothlypis trichas), світлобрового червоїда (Leiothlypis peregrina), цитринового віреона (Vireo philadelphicus), лісового дрозда (Hylocichla mustelina) та червоного кардинала (Cardinalis cardinalis). Герпетофауна екорегіону включає молочну змію (Lampropeltis triangulum) та рідкісну розмальовану черепаху (Chrysemys picta).

## Збереження
Близько 9,6 % площі екорегіону є заповідними територіями. Природоохоронні території включають: Природний заповідник Папіно-Лабель, Національний парк Мон-Тремблан, Національний парк Жак-Картьє, Національний парк ущелини Мальбе та Національний парк Ла-Морісі в Квебеку, Провінційний парк озера Верхнє, Провінційний парк Леді-Евелін-Смутвотер, Провінційний парк Френч-Рівер, Провінційний парк Кілларні, Провінційний парк Дейсі-Лейкської височини та низка парків в окрузі Алгома в Онтаріо, а також парк Адірондак в Нью-Йорку. В горах Адірондак розташований також Заповідник Файф-Пондс, одна з найбільших ділянок незайманого лісу в США.